# Compositions 1960
Las Compositions 1960 son un conjunto de piezas escritas en 1960 por el compositor La Monte Young. Estas piezas son únicas, ya que en ellas Young hace mucho hincapié en el performance, a través de acciones extra-musicales como liberar una mariposa en la habitación o empujar un piano contra una pared. 

## Historia
En 1959, mientras estudiaba en Berkeley, Young viajó a Darmstadt para estudiar con Karlheinz Stockhausen. Durante ese verano, Stockhausen discutió con frecuencia la música del compositor estadounidense John Cage. Como resultado, en lugar de tener interés por las obras de Stockhausen, Young se fue de Darmstadt y se inspiró en las obras de Cage.
Un año más tarde, en 1960, Young tuvo la oportunidad de estudiar con Cage y Richard Maxfield en Nueva York. Durante sus estudios, Young dio el primer concierto de loft de Nueva York en el loft de Yoko Ono. Algunas de las piezas que realizó se convertirían más tarde en parte de sus Compositions 1960. 

## Piezas
Cada pieza tiene un conjunto único de instrucciones que debe seguir el intérprete. Estas instrucciones pueden incluir la configuración de la pieza y qué hacer durante la misma. Algunas de las piezas incluso especifican lo que debe hacer la audiencia. 

### #2 ("Build a fire")
Instrucciones:

Encienda fuego delante del público. Preferiblemente, use madera, aunque se pueden usar otros combustibles según sea necesario para iniciar el fuego o controlar el tipo de humo. El fuego puede ser de cualquier tamaño, pero no debe ser del tipo que se asocia con otro objeto, como una vela o un encendedor de cigarrillos. Las luces pueden estar apagadas.
Después de que el fuego se inicia, el creador(es) puede sentarse y observarlo durante la duración de la composición; sin embargo, él (ellos) no debe sentarse entre el fuego y la audiencia para que puedan ver y disfrutar del fuego.
La interpretación puede ser de cualquier duración.
En el caso de que se transmita la presentación, el micrófono puede acercarse al fuego.

La Monte Young planeó realizar la obra en un auditorio en Berkeley, pero el director de los conciertos no lo permitió, probablemente debido al riesgo de un incendio. En su lugar, se realizó la composition # 4 en su lugar. 
La pieza está fechada el 5 de mayo de 1960.

### #3
Instrucciones:

Anuncie a la audiencia cuándo comenzará y terminará la obra si hay un límite en la duración. Puede ser de cualquier duración.
Luego anuncie que todos pueden hacer lo que deseen durante la duración de la composición.

La composición está fechada el 14 de mayo de 1960.

### #4
Instrucciones:
 Anuncie a la audiencia que las luces se apagarán durante la duración de la composición (puede ser de cualquier longitud) y dígales cuándo comenzará y terminará la composición. 
Apague todas las luces por la duración anunciada. 

Cuando las luces se vuelven a encender, el anunciador puede decirle a la audiencia que sus actividades han sido la composición, aunque esto no es en absoluto necesario. 
La composición está datada el 3 de junio de 1960.

### #5
La interpretación de esta pieza implica la liberación de una mariposa en la sala de concierto. Más específicamente, Young escribe, 
 Suelte una mariposa (o cualquier número de mariposas) en el área de interpretación. 
Cuando la composición haya terminado, asegúrese de permitir que la mariposa salga volando. 

La composición puede ser de cualquier longitud, pero si se dispone de una cantidad de tiempo ilimitada, las puertas y ventanas pueden abrirse antes de que la mariposa se suelte y la composición puede considerarse terminada cuando la mariposa se va volando. 
 Young se inspiró para escribir esta pieza después de un viaje al Monte Tamalpais.
La pieza se estrenó en Berkeley, con fecha de junio de 1960. 
Respecto a esta pieza, Young afirma que esta actuación deja en claro que incluso una mariposa produce sonido. “Una persona debe escuchar lo que normalmente solo ve, o ver las cosas que normalmente solo oiría.”

### #6
Instrucciones:
 Los intérpretes (cualquier número) se sientan en el escenario observando y escuchando a la audiencia de la misma manera que la audiencia suele mirar y escuchar a los intérpretes. Si están en un auditorio, los artistas deben estar sentados en filas en sillas o bancos; pero si en un bar, por ejemplo, los artistas pueden tener mesas en el escenario y estar bebiendo, como la audiencia. 
 Además, Young especifica que un cartel que indique el título de la pieza puede colocarse opcionalmente cerca del escenario. Además, se pueden vender boletos que permitan a los miembros de la audiencia unirse a los artistas en el escenario. 

### #7
Este es la más popular de las Compositions 1960. En la n.° 7, la totalidad de la partitura consta de dos notas: un Si3 y Fa#4, y la instrucción "to be held for a long time" ("sostener durante mucho tiempo"). Cualquier número y combinación de instrumentos puede tocar esta pieza, siempre y cuando se lleven a cabo las instrucciones. 

El musicólogo H. Wiley Hitchcock comenta sobre esta pieza, 
 [Compositions 1960: # 7] evocó una gran cantidad de sonidos auxiliares (en su mayoría ruidos de la audiencia), pero también reveló a aquellos que continuaron escuchando todo un mundo interior de sobretonos fluctuantes en la quinta abierta, según lo sostuvieran los intérpretes.  
Una presentación de cuarenta y cinco minutos de la pieza fue presentada por un trío de cuerdas en Nueva York en 1961. Una versión de treinta y nueve minutos para sintetizador y tanbura electrónica del The Never Arriving se grabó y publicó en 2017.

### #9
La instrucción de la composición está escrita en un sobre, con fecha de octubre de 1960. La partitura está contenida dentro del sobre. 

Instrucciones:
 la partitura adjunta es derecha cuando la línea es horizontal y ligeramente por encima del centro 
La partitura adjunta consiste en una única línea horizontal negra dibujada dentro de los márgenes del papel. De hecho, esta línea alude a la siguiente pieza, #10 ("to Bob Morris") .

### #10 ("to Bob Morris")
Instrucciones: 
 Dibuja una línea recta y síguela. 
 Esta pieza está dedicada al amigo de Young, Bob Morris, y data de octubre de 1960.

### #13
Instrucciones:
 El intérprete debe preparar cualquier composición y luego interpretarla tan bien como pueda. 
 La pieza está dedicada a Richard Huelsenbeck .

### #15
La última pieza numerada en el ciclo. Esta pieza, como la #13, también está dedicada a Richard Huelsenbeck.
 

Instrucciones:
 Esta pieza es pequeños remolinos en medio del océano. 
 Tiene fecha 9:05 AM, 25 de diciembre de 1960.

### Piano Piece for David Tudor #1
La primera de las tres piezas dedicadas a David Tudor, con quien Young estudió durante un año. Las instrucciones especifican un ejecutante para "alimentar" al piano: 
 Lleve una paca de heno y un cubo de agua al escenario para que el piano pueda comer y beber. El intérprete puede entonces alimentar el piano o dejarlo comer solo. Si es el primero, la pieza termina después de que el piano ha sido alimentado. Si es el último, se termina después de que el piano come o decide no hacerlo. 

### Piano Piece for David Tudor #2
Instrucciones:
 Abra la cubierta del teclado sin hacer, desde la operación, ningún sonido que sea audible para usted. Intente tantas veces como quiera. La pieza termina cuando tiene éxito o decide dejar de intentarlo. No es necesario explicárselo a la audiencia. Simplemente haga lo que hace y, cuando la pieza haya terminado, indíquelo de manera habitual.  

### Piano Piece for David Tudor #3
La totalidad de esta pieza consiste en el texto: 
 La mayoría de ellos eran saltamontes muy viejos. 
 De esta manera, la pieza se parece más a un poema, donde depende del intérprete decidir cómo realizar el poema. 

### Piano Piece for Terry Riley #1
Instrucciones:
 Empuje el piano contra una pared y coloque el lado plano al ras contra él. Luego continúe empujando contra la pared. Empuje tan fuerte como pueda. Si el piano atraviesa la pared, siga empujando en la misma dirección independientemente de los nuevos obstáculos y continúe presionando tan fuerte como pueda si el piano está parado contra un obstáculo o moviéndose. La pieza termina cuando esté demasiado agotado para seguir empujando. 
 La fecha y hora de composición de esta pieza es 2:10 AM, 8 de noviembre de 1960.